# Palazuelo de Eslonza
Palazuelo de Eslonza es una localidad española perteneciente al municipio de Villasabariego, en la provincia de León, comunidad autónoma de Castilla y León.

## Geografía

### Ubicación
| Noroeste: Villimer  | Norte: Villimer     | Noreste: Santa Olaja de Eslonza |
| Oeste: Villabúrbula |                     | Este: San Miguel de Escalada    |
| Suroeste Villafañe  | Sur: Villasabariego | Sureste: Valle de Mansilla      |

## Demografía
Evolución de la población
| Gráfica de evolución demográfica de Palazuelo de Eslonza entre 2000 y 2014 |
|                                                                            |
| Población de derecho (2000-2014) según el padrón municipal del INE         |